# Domžale (stacja kolejowa)
Domžale – stacja kolejowa w miejscowości Domžale, w regionie Dolna Kraina, w Słowenii.
Stacja jest zarządzana i obsługiwana przez SŽ-Infrastruktura.

## Linie kolejowe
- Ljubljana Šiška – Kamnik Graben